# Vrbice u Valče
Vrbice (deutsch Großfürwitz, auch Groß Fürwitz) ist eine Gemeinde in Tschechien. Sie liegt neun Kilometer nordöstlich von Žlutice und gehört zum Okres Karlovy Vary.

## Geographie
Vrbice befindet sich südlich des Duppauer Gebirges im Tepler Hochland. Im Süden verläuft die Staatsstraße 6/E 48. Östlich liegt das Tal des Libkovický potok.
Nachbarorte sind Bělá im Norden, Valeč und Jeřeň im Nordosten, Kostrčany und Nahořečice im Osten, Libkovice im Südosten, Podštěly, Chyše, Nová Teplice und Bošov im Süden, Skřipová im Südwesten, Verušičky und Týniště im Westen sowie Velký Hlavákov im Nordwesten.

## Geschichte
Die erste urkundliche Erwähnung des zum Gut Libkovice gehörigen Dorfes Wrbyczi erfolgte 1384. Besitzer waren zu dieser Zeit die Petrovec von Libkovice. 1434 erwarb Otík von Chrast Libkovice mit allem Zubehör; ab 1452 gehörte es den Herren Hora von Ocelovice. 1577 erfolgte eine Teilung der Gutsherrschaft Libkovice; in den nachfolgenden fünf Jahren verkauften die Brüder Hora nacheinander beide Teile. 1607 besaß Katharina Berka von Dubá das ganze Gut Libkovice einschließlich Vrbice. Von ihrer Tochter fiel das Erbe 1681 an Franz Augustin von Waldstein. Nach dessen Tode wurde 1684 sein Bruder, der Prager Bischof Johann Friedrich von Waldstein Besitzer des Gutes. Er verkaufte es 1693 an Franz Nikolaus Freiherr von Klebelsberg, der es noch im selben Jahre an Johann Georg Graf von Clary und Aldringen weiterreichte. Von den Grafen Clary-Aldringen kaufte 1755 Adam Franz von Hartig das Gut. 1774 erwarben Franz Xaver Putz von Breitenbach und Anton von Klement von Ludwig von Hartig das Gut Libkovice. Ab 1806 war die Familie Wenisch Besitzer von Libkovice und Velká Vrbice.
Nach der Aufhebung der Patrimonialherrschaften entstand 1850 die politische Gemeinde Großfürwitz/Velká Vrbice mit dem Ortsteil Poschau/Pošov im Bezirk Luditz. Bis zur Errichtung einer eigenen Kirche im Jahre 1890 war Großfürwitz nach Nahořečice gepfarrt. 1899 verkaufte Josef Welisch die Güter an Vinzenz Graf von Thurn-Valsassina. Ab 1921 trug die Gemeinde den Namen Großfürwitz/Vrbice. 1930 lebten in Groß Fürwitz 408 Menschen. Nach dem Münchner Abkommen wurde die Gemeinde 1938 dem Deutschen Reich zugeschlagen und bis 1945 gehörte das Dorf zum Landkreis Luditz. 1939 hatte Groß Fürwitz 392 Einwohner. Nach dem Ende des Krieges kam Vrbice zur Tschechoslowakei zurück und wurde 1946 in den Okres Toužim eingeordnet. Seit 1961 gehört Vrbice zum Okres Karlovy Vary. Im selben Jahre wurde Skřipová, das zuvor zu Verušičky gehört hatte, nach Vrbice umgemeindet. Zwischen 1975 und 1990 war Vrbice nach Valeč eingemeindet.

## Gemeindegliederung
Die Gemeinde Vrbice besteht aus den Ortsteilen Bošov (Poschau), Skřipová (Krippau) und Vrbice (Großfürwitz).
Das Gemeindegebiet gliedert sich in die Katastralbezirke Skřipová und Vrbice u Valče.

## Sehenswürdigkeiten
- Kirche der hl. Anna, erbaut um 1890